# ايلاريا ماورو
ايلاريا ماورو (بالإيطالية: Ilaria Mauro)‏ (من مواليد 22 مايو 1988): مهاجمة كرة قدم إيطالية. تلعب في الدوري الألماني مع نادي إس سي ساند. أمضت الجزء الأول من حياتها الكروية مع فريق يو بي سي تافاكناكو في دوري الدرجة الأولى الايطالي  ولعبت أيضا لمنتخب إيطاليا لكرة القدم للسيدات.
بعد 12 موسما مع فريق يو بي سي تافاكناكو، قررت ماورو الأحتراف في الخارج عام 2013. ووقعت مع نادي إس سي ساند الذي يلعب في دوري الدرجة الثانية الألماني.
شاركت ماورو لأول مرة مع المنتخب الوطني الأول يوم 10 مارس 2008؛ عندما فاز المنتخب الإيطالي بنتيجة 2-0 على الصين في نسخة عام 2008 من كأس الغارفي في لولي. وأحرزت أول هدف لها مع المنتخب ضد الدنمارك في بطولة أمم أوروبا لكرة القدم للسيدات 2013.

## روابط خارجية
- ايلاريا ماورو على موقع الاتحاد الدولي (مؤرشف)  (الإنجليزية)
- ايلاريا ماورو على موقع الاتحاد الأوربي (الإنجليزية)
- ايلاريا ماورو على موقع قاعدة بيانات كرة القدم.إي يو (الإنجليزية)
- ايلاريا ماورو على موقع Soccerway.com (الإنجليزية)